# Associazione Calcio Pavia 2006-2007
Questa voce raccoglie le informazioni riguardanti l'Associazione Calcio Pavia nelle competizioni ufficiali della stagione 2006-2007.

## Stagione
Nella stagione 2006-2007 il Pavia disputa il girone A del campionato di Serie C1, con 26 punti ottiene l'ultimo posto, retrocedendo in Serie C2. A Pavia al termine del girone di andata di questa amara stagione si chiude l'era di Marco Torresani, dopo nove stagioni e tante belle soddisfazioni.
 La famiglia Calisti, dopo due annate positive, ridimensiona i suoi programmi, dando largo spazio ai giovani, e puntando ad un campionato di assestamento. Dopo una discreta partenza, con una vittoria e tre pareggi, gli azzurri colano a picco, al termine del girone di andata sono ultimi con 14 punti appaiati al Pizzighettone. Lo stop del 23 dicembre (2-0) a Sesto San Giovanni è l'amaro giorno del congedo per Marco Torresani, al suo posto dopo dieci anni ritorna ad allenare a Pavia Massimo Morgia. Ma la squadra pavese è ormai incamminata verso la Serie C2, e nemmeno alcuni innesti dal mercato, hanno potuto evitare la retrocessione. Troppe le 18 sconfitte patite, 7 di queste al Fortunati, insieme alla peggior difesa del torneo con 54 reti subite. Nella Coppa Italia Nazionale il Pavia esce nel primo turno sconfitto pesantemente dal Pescara. Nella Coppa Italia di Serie C gli azzurri negli ottavi perdono il doppio confronto con il Cuneo.

## Rosa
| N. |                   | Ruolo | Calciatore         |
| -- | ----------------- | ----- | ------------------ |
|    | Italia (bandiera) | D     | Francesco Acerbi   |
|    | Italia (bandiera) | P     | Luca Anania        |
|    | Italia (bandiera) | D     | Roberto Bandirali  |
|    | Italia (bandiera) | C     | Vincenzo Bevo      |
|    | Italia (bandiera) | D     | Michele Camillini  |
|    | Italia (bandiera) | D     | Alfredo Carrieri   |
|    | Italia (bandiera) | P     | Giorgio Cantele    |
|    | Italia (bandiera) | P     | Fabrizio Casazza   |
|    | Italia (bandiera) | A     | Massimo De Martin  |
|    | Italia (bandiera) | D     | Mattia De Stefano  |
|    | Italia (bandiera) | A     | Ivan De Vincenziis |
|    | Italia (bandiera) | C     | Fabio Di Fausto    |
|    | Italia (bandiera) | C     | Stefano Fattori    |
|    | Italia (bandiera) | D     | Valerio Foglio     |

| N. |                   | Ruolo | Calciatore           |
| -- | ----------------- | ----- | -------------------- |
|    | Italia (bandiera) | D     | Francesco Gabaglio   |
|    | Italia (bandiera) | C     | Alberto Galuppo      |
|    | Italia (bandiera) | D     | Marco Grassi         |
|    | Italia (bandiera) | C     | Francesco Lunardini  |
|    | Italia (bandiera) | A     | Andrea Maniero       |
|    | Italia (bandiera) | C     | Roberto Massaro      |
|    | Italia (bandiera) | C     | Paolo Rossi          |
|    | Italia (bandiera) | D     | Alberto Savino       |
|    | Italia (bandiera) | D     | Manuel Scalise       |
|    | Italia (bandiera) | C     | Alfonso Selleri      |
|    | Italia (bandiera) | C     | Alessandro Stefanini |
|    | Italia (bandiera) | D     | Stefano Todeschini   |
|    | Italia (bandiera) | C     | Mirko Valdifiori     |
|    | Italia (bandiera) | A     | Marco Veronese       |

## Risultati

### Campionato

#### Girone di andata
| Arbitro: | Cavarretta (Trapani) |

|              |           |                |
| Cotroneo 11’ | Marcatori | 42’ R. Massaro |

| Arbitro: | Pecorelli (Arezzo) |

|                    |           |            |
| De Martin 51’, 71’ | Marcatori | 7’ Bertani |

| Arbitro: | Bo (Genova) |

|                                |           |                          |
| Cipolla 43’ (rig.) Gessa 90+1’ | Marcatori | 34’ Foglio 61’ Bandirali |

| Arbitro: | Forconi (Aprilia) |

|              |           |                |
| P. Rossi 59’ | Marcatori | 4’ Ciuffetelli |

| Arbitro: | Ferrandini (Sondrio) |

|             |           |  |
| Beretta 27’ | Marcatori |  |

| Arbitro: | Palazzino (Ciampino) |

|           |           |                          |
| Foglio 8’ | Marcatori | 38’ Pensalfini 87’ Selva |

| Arbitro: | Giancola (Vasto) |

|                             |           |               |
| Poggi 9’ (rig.) Gennari 46’ | Marcatori | 64’ Di Fausto |

| Arbitro: | Lioce (Molfetta) |

|                     |           |                    |
| Veronese 21’, 45+1’ | Marcatori | 80’ (rig.) Dal Rio |

| Arbitro: | Candussio (Cervignano del Friuli) |

|           |           |  |
| Motta 27’ | Marcatori |  |

| Arbitro: | Vuoto (Livorno) |

|              |           |              |
| Veronese 80’ | Marcatori | 57’ Graziano |

| Arbitro: | Ruini (Reggio Emilia) |

|                                   |           |                            |
| Temelin 83’ (rig.) D. Rosso 90+1’ | Marcatori | 19’ Bandirali 69’ Veronese |

| Arbitro: | Didato (Agrigento) |

|                                     |           |                         |
| R. Massaro 43’ Manucci 90+3’ (aut.) | Marcatori | 16’ Riccardo Meggiorini |

| Arbitro: | Tommasi (Bassano del Grappa) |

|                                                               |           |  |
| Bonfanti 10’ Magnani 13’ Carruezzo 68’ Masini 76’ Coralli 89’ | Marcatori |  |

| Arbitro: | Tidona (Torino) |

|  |           |                          |
|  | Marcatori | 55’ Piccinni 65’ Deinite |

| Arbitro: | Bagalini (Fermo) |

|            |           |  |
| Musetti 7’ | Marcatori |  |

| Arbitro: | C. Russo (Nola) |

|  |           |              |
|  | Marcatori | 15’ Biancone |

| Arbitro: | Donati (Ravenna) |

|                             |           |  |
| Araboni 35’ Bongiovanni 88’ | Marcatori |  |

#### Girone di ritorno
| Arbitro: | Scoditti (Bologna) |

|                                                     |           |                                            |
| Veronese 15’ P. Rossi 33’ Mastronicola 90+1’ (aut.) | Marcatori | 59’ Mastronicola 90+5’ (rig.) La Grottería |

| Arbitro: | Baracani (Firenze) |

|                         |           |             |
| Movilli 13’ Bertani 17’ | Marcatori | 79’ Fattori |

| Arbitro: | Forconi (Aprilia) |

|  |           |                   |
|  | Marcatori | 90’ T. Sorrentino |

| Arbitro: | Didato (Agrigento) |

|                                  |           |  |
| Dall'Acqua 8’, 75’ Matteassi 71’ | Marcatori |  |

| Arbitro: | Mannella (Avezzano) |

|              |           |               |
| Veronese 26’ | Marcatori | 30’ Bertolini |

| Arbitro: | Corletto (Castelfranco Veneto) |

|            |           |  |
| Pagani 71’ | Marcatori |  |

| Arbitro: | Valeri (Roma) |

|              |           |  |
| Veronese 23’ | Marcatori |  |

| Arbitro: | Meli (Parma) |

|           |           |                |
| Porro 25’ | Marcatori | 69’ A. Maniero |

| Arbitro: | Baratta (Salerno) |

|  |           |                       |
|  | Marcatori | 27’ Gheller 75’ Motta |

| Arbitro: | Taverna (Taurianova) |

|                  |           |              |
| Carparelli 90+2’ | Marcatori | 78’ Veronese |

| Arbitro: | Stallone (Foggia) |

|             |           |            |
| Scalise 57’ | Marcatori | 47’ Artico |

| Arbitro: | Zonno (Bari) |

|                |           |              |
| Meggiorini 58’ | Marcatori | 46’ Veronese |

| Arbitro: | Tagarelli (Termoli) |

|              |           |          |
| Veronese 16’ | Marcatori | 2’ Guidi |

| Arbitro: | Pinzani (Empoli) |

|                                  |           |  |
| Zerbini 36’, 42’ Campolonghi 53’ | Marcatori |  |

| Arbitro: | Calvarese (Teramo) |

|                   |           |                                            |
| Veronese 13’, 69’ | Marcatori | 56’ (rig.) Musetti 58’ Cangi 90+5’ M. Sala |

| Arbitro: | Passeri (Gubbio) |

|                           |           |  |
| Ferrigno 21’ Biancone 64’ | Marcatori |  |

| Arbitro: | Barbirati (Ferrara) |

|              |           |                         |
| P. Rossi 28’ | Marcatori | 48’ (rig.), 55’ Araboni |

### Coppa Italia
| Arbitro: | Mazzoleni (Bergamo) |

|  |           |                                            |
|  | Marcatori | 7’, 23’ Paponetti 52’ Martini 76’ Zoppetti |

### Coppa Italia Serie C

#### Ottavi
| Arbitro: | Ruini (Reggio Emilia) |

|                               |           |                               |
| Taribello 4’ Davide Rossi 70’ | Marcatori | 32’ Selleri 90+1’ Paolo Rossi |

| Arbitro: | Liotta (Caltanissetta) |

|               |           |                                        |
| Selleri 90+2’ | Marcatori | 12’ D. Rossi 25’ M. Didu 79’ Taribello |